# Bătălia de la Sibiu (1916)
Bătălia de la Sibiu s-a desfășurat între 26-29 septembrie 1916, în ea fiind angajate forțele Corpului 1 Armată român și forțele Armatei 9 germane.
Bătălia s-a încheiat cu victoria trupelor Puterilor Centrale.

## Contextul operativ strategic

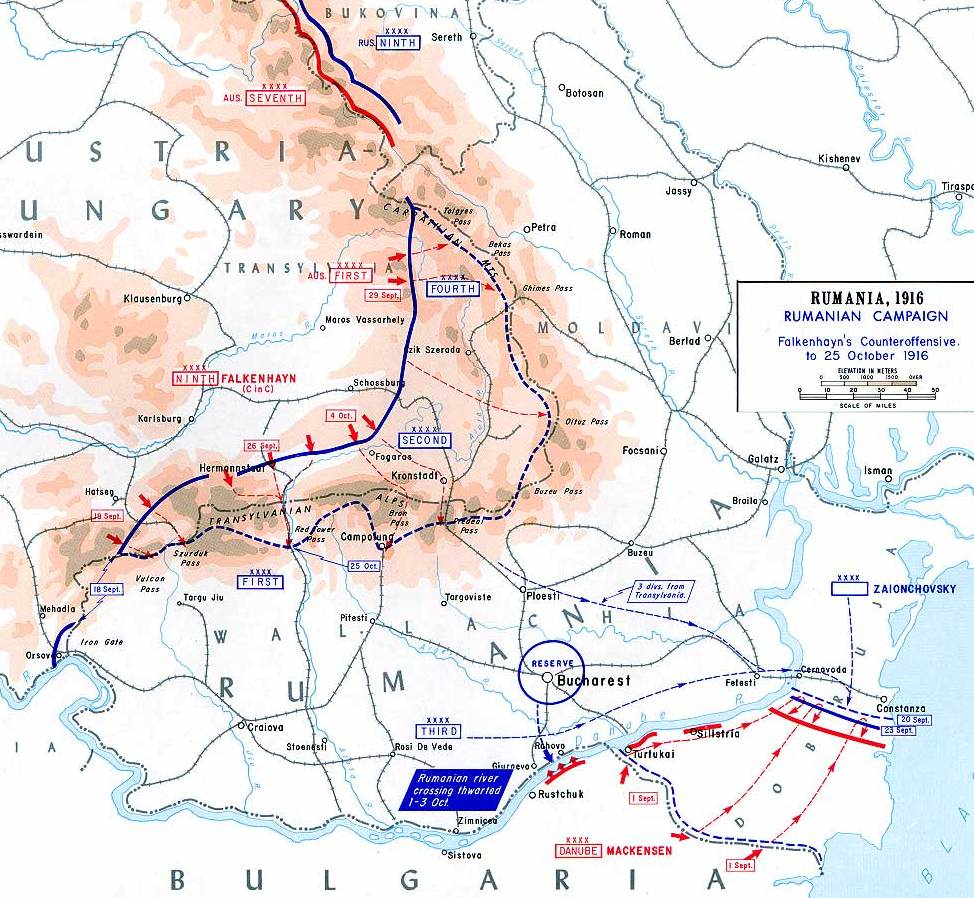
Contraatacul Puterilor Centrale, septembrie-octombrie 1916

Bătălia de la Sibiu a făcut parte din operația de apărare a trecătorilor din Munții Carpați, cea de-a treia operație de nivel strategic desfășurată de Armata României în campania anului 1916. Ea s-a desfășurat începând cu a doua decadă a lunii septembrie și până la începutul lunii octombrie 1916, având trei obiective principale: oprirea ofensivei declanșate de inamic pe frontul din Transilvania, menținerea și consolidarea unui dispozitiv defensiv pe aliniamentul  Munților Carpați și crearea condițiilor pentru reluarea inițiativei strategice și trecerea la ofensivă.:pp 472-473
Gruparea de forțe inamică era comandată de arhiducele Carol, moștenitorul tronului austro-ungar și era formată din trei armate: Armata 7 austro-ungară, acționând în Bucovina, Armata 1 austro-ungară acționând între Târnava Mare și Olt și Armata 9 germană acționând în partea sudică a frontului, aflată sub conducerea generalului Erich von Falkenhayn, proaspăt demis din funcția de  șef al Statului Major general.:pp 23-27
Planul de operații al Puterilor Centrale prevedea în faza inițială o dublă ofensivă. Prima dintre acestea era a Armatei 1 austro-ungară în zona Trotuș-Oituz având ca scop ocuparea acestei trecători și ulterior interceptarea comunicației de pe Valea Siretului pentru a preveni sosirea ajutoarelor ruse. Cea de-a doua urma să fie desfășurată de Armata 9 germană și avea ca obiectiv „deschiderea drumului peste munți spre București, pe calea cea mai scurtă, astfel ca întreg teritoriul de vest al Munteniei să fie tăiat ca de un cuțit”. Dacă aceste două operații reușeau, planul prevedea o a treia operație care consta în trecerea Dunării de către forțele aflate sub comanda lui Mackensen și desfășurarea unui atac concentrat asupra Bucureștiului.:p. 394
Planul general al ofensivei Armatei 9 germane prevedea „trecerea munților odată cu inamicul, sau în cel mai rău caz înainte ca el să aibă timpul a se instala în lucrările de fortificație existente pe înălțimile trecătorilor de pe granițe”.:p. 105 În acest scop urmau să fie atacate succesiv forțele românești care apărau trecătorile Carpaților Meridionali, în vederea ocupării prin surprindere a uneia dintre acestea și facilitarea astfel a trecerii grosului forțelor germane la sud de Carpați.:pp 105-132
Planul de operații român prevedea trecerea la apărarea strategică pe întreg frontul de nord și menținerea de către cele trei armate (1, 2 și de Nord) a aliniamentului Carpaților până la sosirea iernii „când zăpezile mari ce vor cădea peste munți vor opri operațiile”.:p. 391

## Forțe participante

### Dispozitivul forțelor române

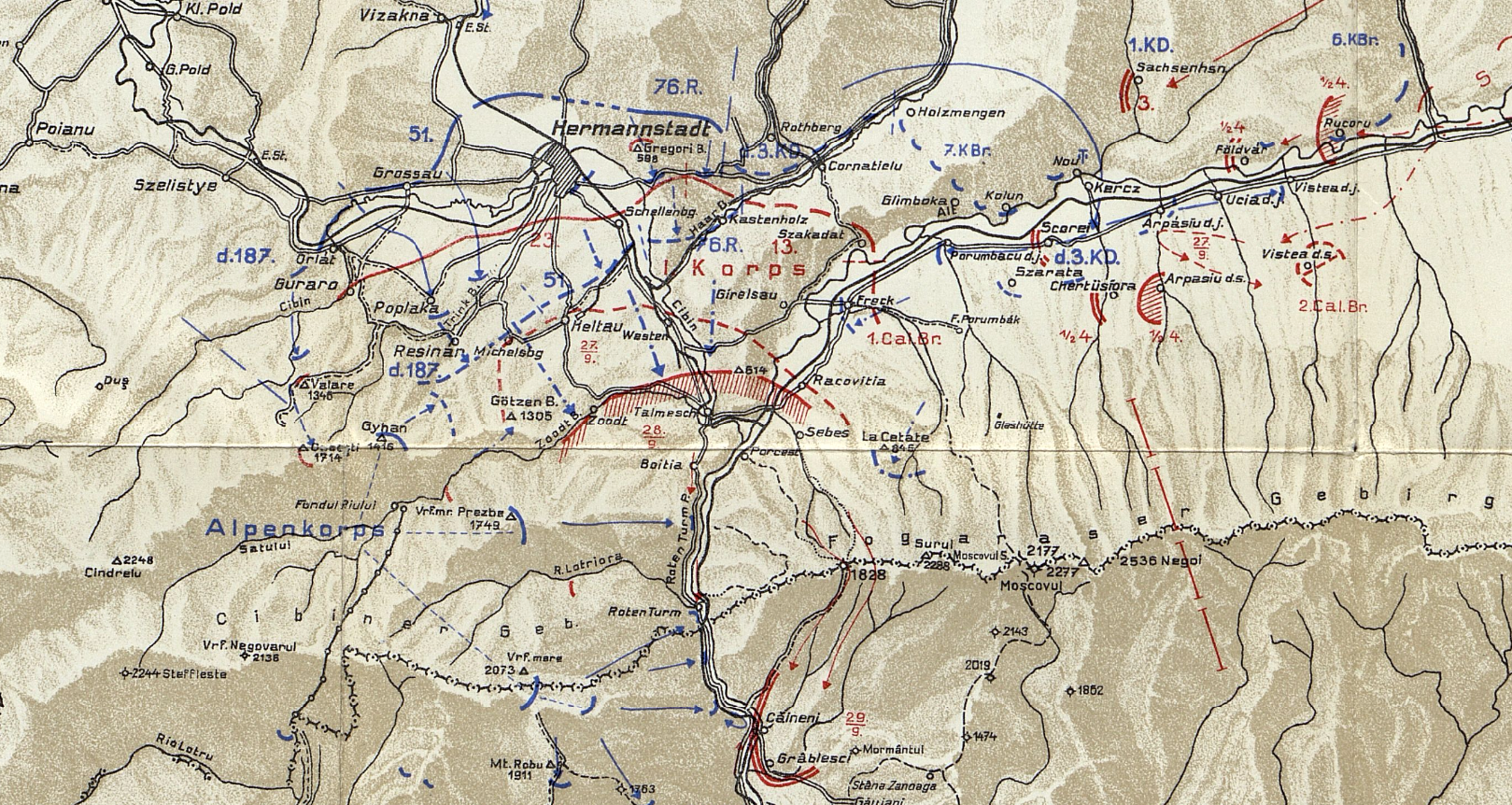
Desfășurarea acțiunilor militare

Corpul 1 Armată român ocupa un front de 55 de km la sud - sud-est de Sibiu, pe aliniamentul Racovița-Avrig-Săcădat-Cașolț-Gura Râului, cu flancurile sprijinite pe Munții Făgăraș la est și Munții Cibin la vest. Marile unități ale corpului erau dispuse astfel: 
- Divizia 13 Infanterie între Avrig și Dealul Gregori, pe un front cu o lungime de 23 km. Forțele diviziei erau compuse din trei regimente (Regimentul 47 Infanterie, Regimentul 48 Infanterie și Regimentul 72 Infanterie), cu câte trei batalioane fiecare. În plus, dispozitivul de luptă al diviziei cuprinde o linie de apărare înaintată, pe aliniamentul: Dealul Codrului - Capul Pădurii - Piscul Mare - râul Olt, ocupat de un batalion din Regimentul 5 Vânători.
- Divizia 23 Infanterie între Cașolț și Gura Râului pe un front cu o lungime de 22 km.  Forțele diviziei erau compuse din trei regimente de infanterie (Regimentul Vâlcea No. 2, Regimentul 42 Infanterie și Regimentul 44 Infanterie), cu câte trei batalioane fiecare și (Regimentul 1 Grăniceri, cu două batalioane.
- Brigada 1 Călărași era dispusă în zona Avrig.[4]:p. 94[5]:pp 312-322

### Dispozitivul forțelor germane
Pentru atacul pozițiilor românești, comandamentul german destinase forțele principale ale Armatei 9: Corpul XXXIX Rezervă cu trei divizii de infanterie - Divizia 76 Rezervă, Divizia 187 Rezervă și Divizia 51 Honvezi - precum și Corpul Alpin.

## Comandanți

### Comandanți români
Comandanți ai Corpului 1 Armată
| Generalul de divizie Ioan Popovici | Generalul de brigadă David Praporgescu |

Comandanți de divizie
| Divizia 13 Infanterie General de brigadă Constantin Manolescu | Divizia 23 Infanterie General de brigadă Matei Castriș |

## Rezultate și urmări

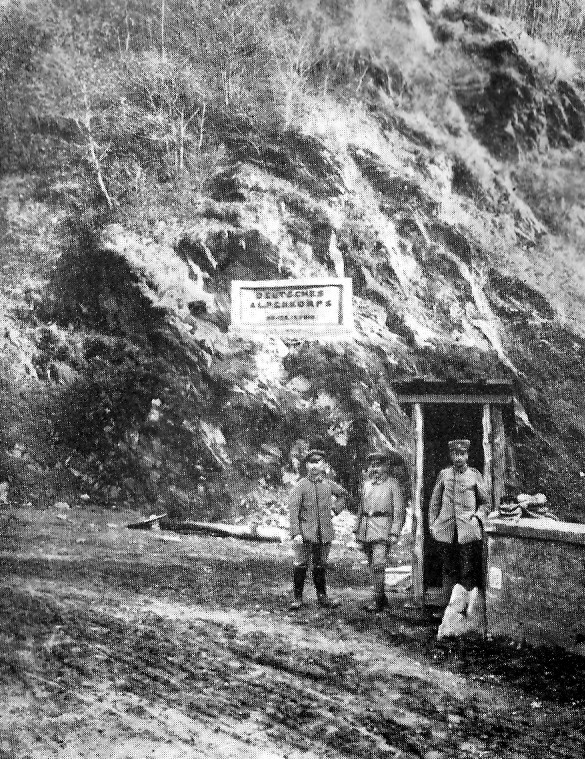
Militari din Corpul Alpin german în trecătoarea Turnu Roșu

Bătălia de la Sibiu nu a fost atât câștigată de partea germană cât a fost mai degrabă pierdută de partea română. O conducere incompetentă, atât a Corpului 1 Armată comandat de generalul Ion Popovici zis „Provincialul” - „ofițer ce rămăsese cu apucăturile unui grad inferior”:p. 129 - cât și a Armatei 2 comandată de un general „dezastruos” - Grigore Crăiniceanu,:p. 112 „au pus trupele încă de la început într-o situație tactică disperată”.:p. 271
Acest fapt a fost recunoscut și de comandantul Armatei 9 germane care arăta că pentru a-și asigura victoria a fost nevoie să-și angajeze toate forțele, într-o situație pe muchie de cuțit, din care, dincolo de manevra strălucită de învăluire a Corpului Alpin sau vitejia cavaleriștilor lui von Schmettow, a ieșit cu bine doar deoarece „comandamentul român a acționat extrem de șovăitor și de nesigur”.:p. 60
Situația armatei [germane n.n.], din noaptea de 15/16 septembrie, trebuia privită ca foarte critică. [...] Exista posibilitatea, ca Armata 2-a română [comandată de Crăiniceanu n.n.] va putea interveni încă la trecătoarea Turnul Roșu, asupra grosului Armatei a 9-a. [...] Dacă grupul inamic scăpa la timp din trecătoare, ar fi însemnat desigur o trecere a Armatei a 9-a de la ofensivă la defensivă, cu rezultat pierderea campaniei din Transilvania. [...] Mai rar în viața mea, nu tocmai săracă în puncte culminante dramatice, am așteptat cu încordare mai serioasă desfășurarea evenimentelor din ziua de 16 septembrie.:pp 60-61
General Erich von Falkenhayn, Campania Armatei a 9-a împotriva românilor și a rușilor